# أنتال نيميث
أنتال نيميث (بالمجرية: Németh Antal)‏ هو مدرب كرة قدم ولاعب كرة قدم مجري، ولد في 1 مارس 1974 في بودابست في المجر.

## وصلات خارجية
- أنتال نيميث على موقع قاعدة بيانات كرة القدم.إي يو (الإنجليزية)